# L'autunno dell'amore
L'autunno dell'amore è un film muto italiano del 1918 diretto da Gennaro Righelli.